# Pseudocalliurichthys variegatus
Pseudocalliurichthys variegatus es una especie de peces de la familia Callionymidae en el orden de los Perciformes.

## Distribución geográfica
Se encuentra al sur del Japón.